# Satellitenfotogrammetrie
Die Satellitenfotogrammetrie, auch Satellitenphotogrammetrie, ist eine Methode zur präzisen fotografischen Beobachtung künstlicher Erdsatelliten. Sie wurde um 1955 – schon einige Jahre vor Beginn der Raumfahrt – aus den Erfahrungen der Astrometrie entwickelt und führte zwischen 1960 und 1980 zu einer ersten Hochblüte der Satellitengeodäsie, insbesondere 
- zu den ersten internationalen Messkampagnen für das Europanetz
- zum nordamerikanischen Basisnetz des North American Datum (NAD)
- zum ersten globalen Vermessungsnetz, dem Weltnetz der Satellitentriangulation (1973/74)
- zur Kombination geometrischer Methoden mit Dopplersatelliten (175)
- und zu einer von anderen Methoden völlig unabhängigen Bestimmung der mathematischen Erdfigur (Erdpolyeder und erste globale Geoidbestimmung).

## Verfahren
Die fotografische Aufnahme der Satelliten kann mit Kameras von dreierlei Art erfolgen:
1. feststehende (Altaz-montierte) oder ballistische Kameras wie die bekannte Wild BC-4: Hier bilden sich die Sterne als kurze Strichspuren ab, die Erdsatelliten hingegen als lange Spuren.
  - Zur genauen Zeitmessung (mindestens 0,001 sec) prägt man den fotografierten Strichspuren mit einem quarzgesteuerten Rotationsverschluss feine Zeitmarken auf.
2. parallaktische oder äquatoriale Montierung, vor allem bei den anfangs auf Sternwarten verwendeten Astrografen: die Sterne erscheinen punktförmig, alle anderen Objekte als kurze bis lange Spuren.
  - In der Astronomie dient diese Technik – mit zwei zeitlich versetzten Aufnahmen – unter anderem zur Entdeckung und Einmessung von Asteroiden (Kleinplaneten) und Kometen. Auf Doppelbildern lassen sich mit einem Blinkkomparator auch noch sehr schwache Himmelskörper an ihrer Bahnbewegung erkennen.
3. mehrachsig montierte Satellitenkameras, z. B. die englische Hewitt- oder die amerikanische Baker-Nunn-Kamera: sie werden dem gesuchten Satelliten nachgeführt, dessen Bahnelemente aber genähert bekannt sein müssen. Der Satellit wird zur kurzen Strichspur, der Sternhintergrund ein System langer Spuren.

Die fotografische Richtungsmessung ist heute gegenüber anderen Methoden wie GPS, Interferometrie oder elektronische Distanzmessung mit Lasern in den Hintergrund getreten. 
Die Auswertung der Fotoplatten bzw. der Digitalbilder erfolgt am Stereokomparator bzw. durch halbautomatische (am Bildschirm editierbare) Software. Die Koordinatentransformation zwischen den Messbildern und dem System der Sternörter erfolgt entweder nach der astrometrischen oder der fotogrammetrischen Methode. Erstere setzt affine oder polynomiale Beziehungen an, die zweite Verfahrensgruppe modelliert hingegen den optischen Strahlengang.